# Catherine Martin (femme politique)
Pour les articles homonymes, voir Catherine Martin.
Catherine Martin, née le 7 décembre 1972 à Monaghan, est une femme politique irlandaise, membre du Parti vert.
De 2020 à 2025, elle est ministre du Tourisme, de la Culture, des Arts, de la Gaeltacht, des Sports et des Médias.

## Biographie
Catherine Martin étudie à l'université de Maynooth et enseigne ensuite l'anglais et la musique.
En 2007, elle rejoint le Parti vert dont elle élue chef adjoint en 2011 au côté d'Eamon Ryan. En 2014, elle est élue membre du conseil du comté de Dún Laoghaire-Rathdown puis députée pour la circonscription de Dublin Rathdown en 2016.
Son frère, Vincent P. Martin, également membre du Parti vert, est nommé sénateur en 2020.
Le 27 juin 2020, elle est nommée ministre du Tourisme, de la Culture, des Arts, de la Gaeltacht, des Sports et des Médias dans les gouvernements du 33e Dáil. 
Elle n’est pas réélue aux élections générales de 2024.